# Nina y las Neuronas
Nina y las Neuronas es una serie de televisión transmitida por CBeebies y cuyo objetivo es enseñar nociones básicas acerca de la ciencia. Fue transmitida por primera vez el 26 de febrero de 2007. La serie es protagonizada por Nina, una científica que es acompañada por cinco neuronas, Luke, Belle, Félix, Ollie y Bud.

## Reparto
- Kateina Bryan como Nian
- James Drefu como Félix
- keli Harrison como Belle
- Patrice Naiambana como Luke
- Siobham Redmond como Ollie
- y Sharon Small como Bud

## Personajes

### Humanos
- Nina: Es una joven científica, que siempre inventa cosas y cada capítulo recibe una llamada de diferentes niños que preguntan muchas cosas científicas. A ella la acompañan 5 neuronas de sus diferentes sentidos que la ayudan a resolver los casos. Al final de los episodios, Nina se despide de sus neuronas, se va del estudio, directo a su hogar.

- Los Niños: Son diferentes niños que siempre llaman a Nina para hacer diferentes preguntas científicas cada día.

### Neuronas
- Félix (Neurona del tacto): Esta delicada y cuidadosa neurona, es la neurona del tacto que realiza el movimiento para que Nina pueda tocar, a él lo eligen recurrentemente para realizar labores científicas, por lo que es la neurona que siempre mencionan en el centro; tiene las manos de un artista. Es de color verde.

- Belle (Neurona del oído): Esta neurona, tiene dos moños que la controlan para poder permitirle a Nina, que oiga todo lo que hacen los niños durante los experimentos. Es muy cuidadosa y bella. Es de color rosado.

- Ollie (Neurona del olfato): Esta neurona es del olfato. Es mujer. Le permite a Nina oler; es muy tranquila, por eso casi nunca le toca pasar al frente. Es hermana de Bud y es una de las mayores del grupo de las neuronas. Es de color púrpura.

- Bud (Neurona del gusto): Esta neurona es la menor de todas, es pequeño, hermano de Ollie, al no lo escogen mucho, por lo que siempre actúa junto a su hermana Ollie, porque él es pequeño y no lo puede hacer todo solo; el le permite a Nina comer y hablar. Es de color azul.

- Luke (Neurona de la vista): Esta neurona es la de la vista y le permite a Nina ver u observar lo que hacen los niños, en casi todos los capítulos le toca realizar la actividad científica. Es el mejor amigo de Félix y además, es muy presumido por su cabello. Es de color amarillo.